# Classe Regioni
La classe Regioni fu una classe di incrociatori corazzati della Regia Marina che ha operato dagli ultimi anni dell'ottocento agli inizi degli anni venti partecipando al primo conflitto mondiale. Il progetto è dell'ingegnere Edoardo Masdea ed era costituito dalle unità Calabria, Lombardia, Umbria, Etruria, Elba, Liguria e Puglia.

## Caratteristiche
Le navi di questa classe erano state progettate in funzione di missioni indipendenti di tipo coloniale o di stazione oltremare per la protezione di cittadini ed interessi italiani e non come unità di squadra, attività alla quale erano inadatte per l'insufficiente armamento e la scarsa velocità. Tutte prestarono servizio oceanico e tutte tranne l'Etruria fecero servizio in Estremo Oriente. In origine vennero dotate di due alberi velici, trasformati in alberi militari attorno al 1905. Inizialmente queste unità ebbero poco successo avendo una protezione carente ed essendo poco veloci, tuttavia in condizioni di tempo difficili e con mare grosso dimostrarono le loro qualità con una buona stabilità, che favoriva la precisione nei tiri d'artiglieria, la galleggiabilità e l'ottima manovrabilità con tutti i tempi. Il loro armamento venne più volte modificato nel 1905, nel 1914 e nel 1915.
Nel 1921 vennero riclassificate come cannoniere.

## Calabria
L'incrociatore Calabria venne costruito nell'Arsenale Militare Marittimo della Spezia dove il suo scafo venne impostato sugli scali il 22 settembre 1890. Classificato ariete torpediniere al momento del varo , avvenuto il 20 settembre 1894 venne classificato incrociatore protetto e dopo essere stato completato nel 1897 entrò in servizio il 21 luglio 1897. Immediatamente fu inviata presso l'isola di Creta a causa della crisi che sconvolgeva il Mediterraneo orientale. Nel 1898, in occasione della guerra ispano-americana fu destinato al Mar delle Antille fino al termine del conflitto.
Agli inizi del novecento partecipò alla spedizione in Cina nell'ambito della Forza Multinazionale che si era formata in seguito alla rivolta dei Boxer. Nel 1905 partì per un viaggio attorno al mondo che si concluse nel febbraio 1907. Nel 1909 compì un nuovo viaggio attorno al mondo, ma nel 1911, durante la guerra italo-turca, trovò impiego operativo nelle acque del mar Rosso per partecipare al blocco dei porti turchi. Nel corso della prima guerra mondiale prestò servizio in Africa orientale pattugliando le coste dell'Eritrea e della Somalia compiendo complessivamente 24 missioni di guerra.
Dopo l'ultima missione in Estremo oriente del luglio 1922, nell'agosto 1924 fu rimpatriato; già riclassificato "cannoniera" e destinato alla scuola cannonieri, venne ritirato dal servizio e radiato il 13 novembre 1924 per essere poi venduto per demolizione.

## Elba
L'incrociatore Elba venne costruito nell'Arsenale di Castellammare di Stabia dove il suo scafo venne impostato sugli scali il 22 settembre 1890. Classificato ariete torpediniere al momento del varo , avvenuto il 12 agosto 1893 venne classificato incrociatore protetto e dopo essere stato completato nel 1894 entrò in servizio il 27 febbraio 1896.
Agli inizi del novecento partecipò alla spedizione in Cina nell'ambito della Forza Multinazionale che si era formata in seguito alla rivolta dei Boxer. Prese poi parte ai primi esperimenti di aviazione navale e dopo essere stato trasformato in posamine nel periodo 1914-15, nell'imminenza del primo conflitto mondiale venne trasformato in appoggio idrovolanti, con la rimozione dell'intero armamento principale e la costruzione di ricoveri, per alloggiare 3/4 idrovolanti del tipo Curtiss "Flying Boat", da calare in mare per il decollo e recuperare al termine del volo tramite dei verricelli.
Al termine del conflitto l'incrociatore Elba venne ritirato dal servizio e radiato il 15 maggio 1921 per essere poi venduto per demolizione il 22 marzo 1923.

## Etruria
La nave fu di stazione prevalentemente in Sudamerica, partecipò alla guerra italo-turca e fu infine inviata di stazione ad Istanbul. All'inizio della prima guerra mondiale partecipò a crociere di vigilanza, e venne poi nel 1917 assegnata all'Accademia Navale con compiti di addestramento; affondò nel 1918 per lo scoppio di una bettolina carica di munizioni che le operava di fianco.

## Liguria
Riclassificato posamine prima della prima guerra mondiale. Il suo motto era In tempestate securitas.

## Lombardia
Partecipò alla missione in Cina conseguente alla guerra dei Boxer, con una divisione navale che faceva parte del presidio, dal settembre 1901 e rimase lì di stazione fino ad oltre il 1903, affiancata dalla gemella Calabria nel 1904. Dal 1908 la nave venne utilizzata come deposito per sommergibili.

## Puglia

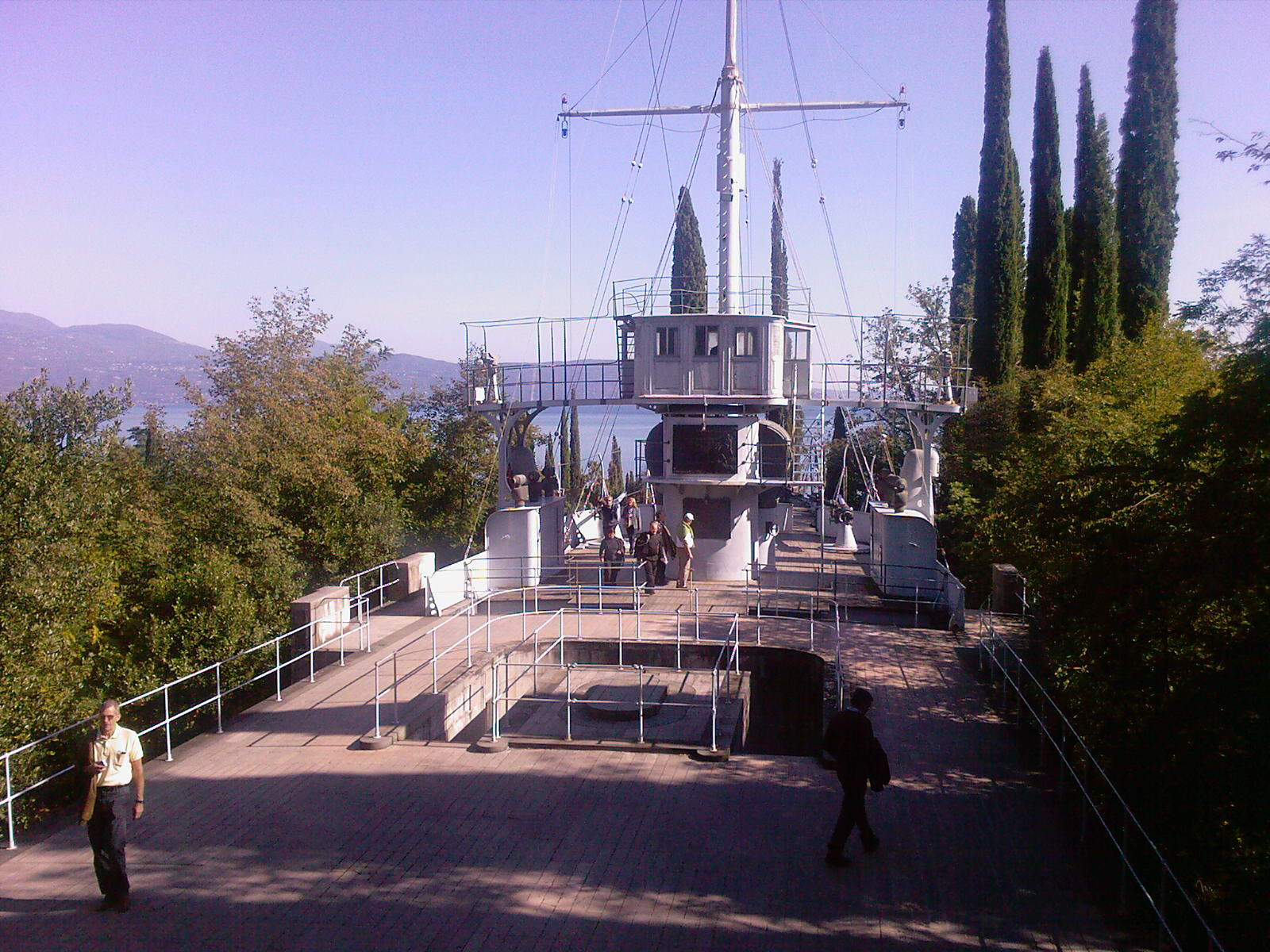
La nave Puglia al Vittoriale

L'ariete torpediniere Puglia della Regia Marina apparteneva alla classe Regioni o Lombardia, ed era derivato dall'ariete torpediniere Dogali. Esso fu uno dei tanti progetti creati dal generale Edoardo Masdea, del genio navale della Regia Marina. Svolse il suo servizio principalmente nell'Adriatico, dove dopo la prima guerra mondiale fu utilizzato anche come presenza in porti dalmati, trovandosi anche al centro degli incidenti di Spalato tra il 1918 e il 1920, che causarono tra l'altro la morte del comandante Tommaso Gulli. La nave venne riclassificata come posamine nel 1921.
La nave Puglia nel 1923 venne donata dalla Regia Marina a Gabriele D'Annunzio: la prua e gran parte delle sovrastrutture (castello, ponte, artiglierie, ecc.) vennero quindi inserite dal poeta nel parco del Vittoriale degli italiani, simbolicamente rivolta verso l'Adriatico.

## Umbria
Varato nel 1891, completato nel 1893, rimase in servizio di stazione e coloniale. Radiato il 29 luglio 1909, venne venduto ad Haiti dove prese il nome di Ferrier; sotto questa bandiera naufragò il 22 marzo 1923, sembra per incompetenza dell'equipaggio. Il suo motto era Ubi navis ibi Patria.